# 滋賀県を舞台とした作品一覧
滋賀県を舞台とした作品一覧（しがけんをぶたいとしたさくひんいちらん）では、滋賀県内をモチーフあるいはロケーション撮影地にした小説、アニメーション、テレビドラマ等を記述する。

## 文芸
- 明智軍記
- 安土城幻記（阿刀田高）
- 安土往還記 (辻邦生)
- あらくれ武道 (山本周五郎)
- 偉大なる、しゅららぼん（万城目学）：主人公らは湖西地方出身・湖東地方在住、琵琶湖をパワースポットとする「湖の民」で、物語は湖周辺で展開。
- 石田三成の青春（松本匡代）
- 一歩の距離 (城山三郎)
- 祈りの幕が下りる時（東野圭吾）
- 伊庭貞剛物語（木本正次）
- 美しさと哀しみと（川端康成）：琵琶湖畔が作品終盤の舞台となっている[1]。
- 湖猫、波を奔る（弟子吉治郎）
- 湖の琴（水上勉）
- エスケイプ/アブセント (絲山秋子)
- 近江源氏の系譜（徳永真一郎）
- 奥琵琶湖羽衣殺人事件（大谷羊太郎）
- 小倉日記 (森鷗外)
- 織田信長（山岡荘八）
- 蒲生氏郷（幸田露伴）
- 火天の城 (山本兼一) ：安土城築城の物語。
- 蒲生氏郷（近衛龍春）
- がんばっていきまっしょい
- 奇祭の果て (西村京太郎)
- 絹と明察 (三島由紀夫)
- 金魚撩乱 (岡本かの子)
- 銀の海 金の大地 (氷室冴子)
- 国盗り物語（司馬遼太郎）
- クレソン (藤本恵子)
- 下天は夢か（津本陽）
- 下天を謀る（安部龍太郎）
- 甲賀忍法帖 (山田風太郎)
- 興義和尚のはなし (小泉八雲)
- 功名が辻（司馬遼太郎）
- 孤高のメス―外科医当麻鉄彦（大鐘稔彦）
- 湖西線12×4の謎 (西村京太郎)
- 斎王の葬列(内田康夫)
- 桜の森の満開の下（坂口安吾）
- 小説石田三成（童門冬二）
- 小説中江藤樹 （童門冬二）
- 昭和の犬(姫野カオルコ)
- 信長公記
- 青春ぱんだバンド（瀧上耕）
- 惜春（花村萬月）
- 関ヶ原（司馬遼太郎）
- 瀬田の唐橋殺人事件（大谷羊太郎）
- 喪失記 (姫野カオルコ)
- 草筏 (外村繁)
- 太閤記
- 太平記
- 田中家三十二万石（岩井三四二）
- 竹生島心中 (青山光二)
- ちがうもん (姫野カオルコ)
- 月ノ浦惣庄公事置書 (岩井三四二)
- つばめ（ジェームス三木）
- 天下城（佐々木譲）
- 藤堂高虎（村上元三）
- 十津川警部湖北の幻想 (西村京太郎)
- 十津川警部我が屍に旗を立てろ（西村京太郎）
- 不連続線【第2回鮎川哲也賞受賞作】…湖北路（石川真介）
- 琵琶湖殺人探訪:愛と死の近江路紀行（石川真介）
- 断崖の女…尾上温泉（石川真介）
- 神戸中禅寺湖殺人ライン…虎姫（石川真介）
- 虎の城（火坂雅志）
- トリガール!（中村航）
- 長浜鉄道記念館（種村直樹）
- ニコライ遭難 (吉村昭)
- 信長燃ゆ（安部龍太郎）
- 背約のキャバリアー（六塚光）
- 花の生涯（舟橋聖一） ：井伊直弼の本拠・彦根（犬上郡彦根町周辺）にある埋木舎や彦根城が、特に前半（彦根編）の主要舞台。
- 葉桜が来た夏（夏海公司）
- 比叡 (瀬戸内晴美)
- ビワイチ（横山充男）
- 琵琶湖周航殺人事件（峰隆一郎）
- びわこ由美浜殺人事件（中津文彦）
- 琵琶湖要塞1997
- 平家物語
- 星と祭（井上靖)
- マジックミラー（有栖川有栖）
- 瞼の母 (長谷川伸)
- 万華鏡 (遠藤周作)
- みごもりの湖 (秦恒平)
- 湖の女たち（吉田修一）
- 盲目物語（谷崎潤一郎）
- 藍色のベンチャー（あきんど 絹屋半兵衛) (幸田真音)
- 澪標 (外村繁)
- 街道をゆく1（湖西のみち),16巻（司馬遼太郎）
- 銀の海 金の大地 (氷室冴子)
- 群雲、賎ケ岳へ (岳宏一郎)
- 群青の湖 (芝木好子)
- 江〜姫たちの戦国〜 (田渕久美子)
- 湖北の鷹 浅井三代記（佐竹申伍）
- びわ湖環状線に死す (西村京太郎)
- 琵琶湖周航殺人歌（内田康夫）
- 二人の稚児（谷崎潤一郎）
- ぼてじゃこ物語 (花登筺)
- 万葉集
- レオン氏郷（安部龍太郎）
- 成瀬は天下を取りにいく（宮島未奈）
- 成瀬は信じた道をいく（宮島未奈）

## 映画
- 偉大なる、しゅららぼん（2014年）：原作小説に準ず。
- 雨月物語（1953年）
- 美しさと哀しみと（1965年）：原作小説に準ず[2]。
- 湖の琴
- 駅（1963年）:米原駅
- 男はつらいよ 拝啓車寅次郎様（1994年） ：ヒロイン（長浜市在住）と主人公の物語が、長浜市と琵琶湖畔で展開。
- 火天の城（2009年）：原作小説に準ず。
- ゴーゴー!若大将!
- SHINOBI-HEART UNDER BLADE-（2005年）
- 孤高のメス（2010年）
- 大怪獣決闘 ガメラ対バルゴン（1966年）：琵琶湖と湖畔が怪獣同士の決戦場となる。
- トリガール!（2017年）
- 花の生涯 彦根篇 江戸篇（1953年） ：原作小説『花の生涯』に準ず。
- 火火（2005年）
- フランケンシュタイン対地底怪獣（1965年）：改造巨人・フランケンシュタインの逃走先の一つが、琵琶湖畔にある満月寺浮御堂周辺。
- マザーレイク（2016年）
- 幻の湖（1982年）[3]
- まむしの兄弟 傷害恐喝十八犯（1972年）：大津市が舞台[4]。
- 君の膵臓をたべたい(2017年）

## ミュージカル
- あかねさす紫の花（宝塚歌劇団）

## 音楽
※「近畿地方のご当地ソング一覧#滋賀県」を参照のこと。

## テレビドラマ
- 鮎のうた（NHK連続テレビ小説）
- 乙女のパンチ (NHK)
- 上条麗子の事件推理9
- 麒麟がくる（NHK大河ドラマ）
- 国盗り物語（NHK大河ドラマ、テレビ東京新春ワイド時代劇）
- 黒いバッグの女（テレビ朝日系列）
- 功名が辻（NHK大河ドラマ）
- 江〜姫たちの戦国〜（NHK大河ドラマ）
- 最後の赤紙配達人〜悲劇の召集令状64年目の真実〜 (TBS)
- スカーレット（NHK連続テレビ小説）
- 西部警察 PART-III 「爆発5秒前! 琵琶湖の対決―大阪・大津篇―」（1984年、テレビ朝日系列）
- 関ヶ原（TBS系列）
- 戦国自衛隊・関ケ原の戦い（日本テレビ系列）
- 信長燃ゆ（テレビ東京系列「YAMADA・新春時代劇）
- 走る!国選弁護人（テレビ朝日）
- はっさい先生（NHK連続テレビ小説）
- 花の生涯（NHK大河ドラマ）
- 花の生涯（テレビ東京系列）
- 花の生涯 井伊大老と桜田門（テレビ東京系列）
- ぼてじゃこ物語（日本テレビ系〈よみうりテレビ制作〉）

## 漫画
- あしがる（ゴツボ×リュウジ）
- アニコイ（ゴツボ×リュウジ）
- あやかしコンビニエンス（ヒライユキオ）
- 群青戦記
- ササナキ（ゴツボ×リュウジ）
- ササメキ（ゴツボ×リュウジ）
- ササメケ（ゴツボ×リュウジ）
- しがけん（押月禄）
- センゴク（宮下英樹）
- ちはやふる（末次由紀） ：試合の最重要舞台が（現実でも催される）近江神宮の全国大会会場。
- 天智と天武-新説・日本書紀-（中村真理子）：終盤の主要舞台。
- 曇天に笑う（唐々煙） ：明治時代初期の滋賀郡大津（現・大津市役所周辺）が主要舞台。
- バジリスク 〜甲賀忍法帖〜（せがわまさき） ：主人公らの本拠地は近世の近江国南部の甲賀地方。
- HAPAHAPA朽木村シリーズ（オノミユキ）
- 火の鳥 異形編（手塚治虫）
- 火の鳥 太陽編（手塚治虫） ：主人公の本拠地は古代の近江国東部。
- びわこでチュッ!（目黒三吉）
- へうげもの（山田芳裕） ：織田政権時代を主として近江国は主要舞台の一つ。
- べるぜバブ（田村隆平）
- メスよ輝け!!（原作：高山路爛、作画：やまだ哲太）
- もののけもの（ゴツボ×リュウジ）

## テレビアニメ
- グランベルム　：公式発表やセリフでの明言はないが、作中8話で地図上で滋賀県と表記される。湖西沿岸の琵琶湖を始め琵琶湖大橋や満月寺、白鬚神社や比良山近辺など主に大津市（旧堅田町と旧志賀町）や高島市を舞台に描かれる。
- けいおん!　：アニメ版独自の設定で、主人公らが通う高校（東日本所在）の造形モデルが、豊郷町立豊郷小学校旧校舎（豊郷町所在）。
- ちはやふる ：原作漫画に準ず。
- 中二病でも恋がしたい! ：アニメ版独自の設定で、主人公らが通う高校の造形モデルが、旧鎌掛小学校校舎（日野町鎌掛所在）。主人公らの生活圏のモデルは琵琶湖南西部周辺。
- 曇天に笑う ：原作漫画に準ず。
- ハイスコアガール 7話
- バジリスク 〜甲賀忍法帖〜 ：原作漫画に準ず。
- へうげもの ：原作漫画に準ず。
- べるぜバブ ：原作漫画に準ず。

## ラジオドラマ
- あきんど 絹屋半兵衛（NHK-AM新日曜名作座）
- 天下城（NHK-FM 青春アドベンチャー）

## 絵画
- 安土城図
- 石山寺縁起絵巻
- 近江八景
- 江州安土古城図
- 長命寺参詣曼荼羅
- 東海道五十三次

## 関連作品
- 漫画『落第忍者乱太郎』（尼子騒兵衛） ：作者の設定では、主要舞台である忍術学園は「近畿地方のとある山奥に在る」のであって、近江国に在るとはされていない。しかし一般には、忍者の里・甲賀と関連付けされる,他主人公猪名寺乱太郎のクラスメート加藤団造が近江の加藤村出身であり、その他にも忍たまや関係者などには近江出身者が登場している。
- 『美味しんぼ』ほとんどが東京などの関東圏だが幾度か滋賀県内が登場している。
- アニメ『忍たま乱太郎』 ：原作漫画『落第忍者乱太郎』に準ず。